# Solanum pancheri
Solanum pancheri är en potatisväxtart som beskrevs av André Guillaumin. Solanum pancheri ingår i släktet skattor som ingår i familjen potatisväxter. IUCN kategoriserar arten globalt som nära hotad. Inga underarter finns listade i Catalogue of Life.